# Vera Tiesler
Vera Ingrid Gudrun Janine Tiesler (Frankfurt, 2 de setembre de 1965) és una catedràtica de la Universitat Autònoma de Yucatán, acadèmica i investigadora d'origen alemany, radicada a Mèxic. És especialista en antropologia esquelètica, particularment en estudis de la cultura Maia, actual i ancestral. Les seves investigacions més significatives inclouen estudis bioarqueològics de les restes de l'anomenada Reina Roja de Palenque, així com investigacions sobre les modificacions cefàliques dels antics Maies. És una de les autoritats internacionals més reconegudes en aquest àmbit.